# Alocasia reginula
Alocasia reginula är en kallaväxtart som beskrevs av Alistair Hay. Alocasia reginula ingår i släktet Alocasia och familjen kallaväxter. Inga underarter finns listade.

## Bildgalleri

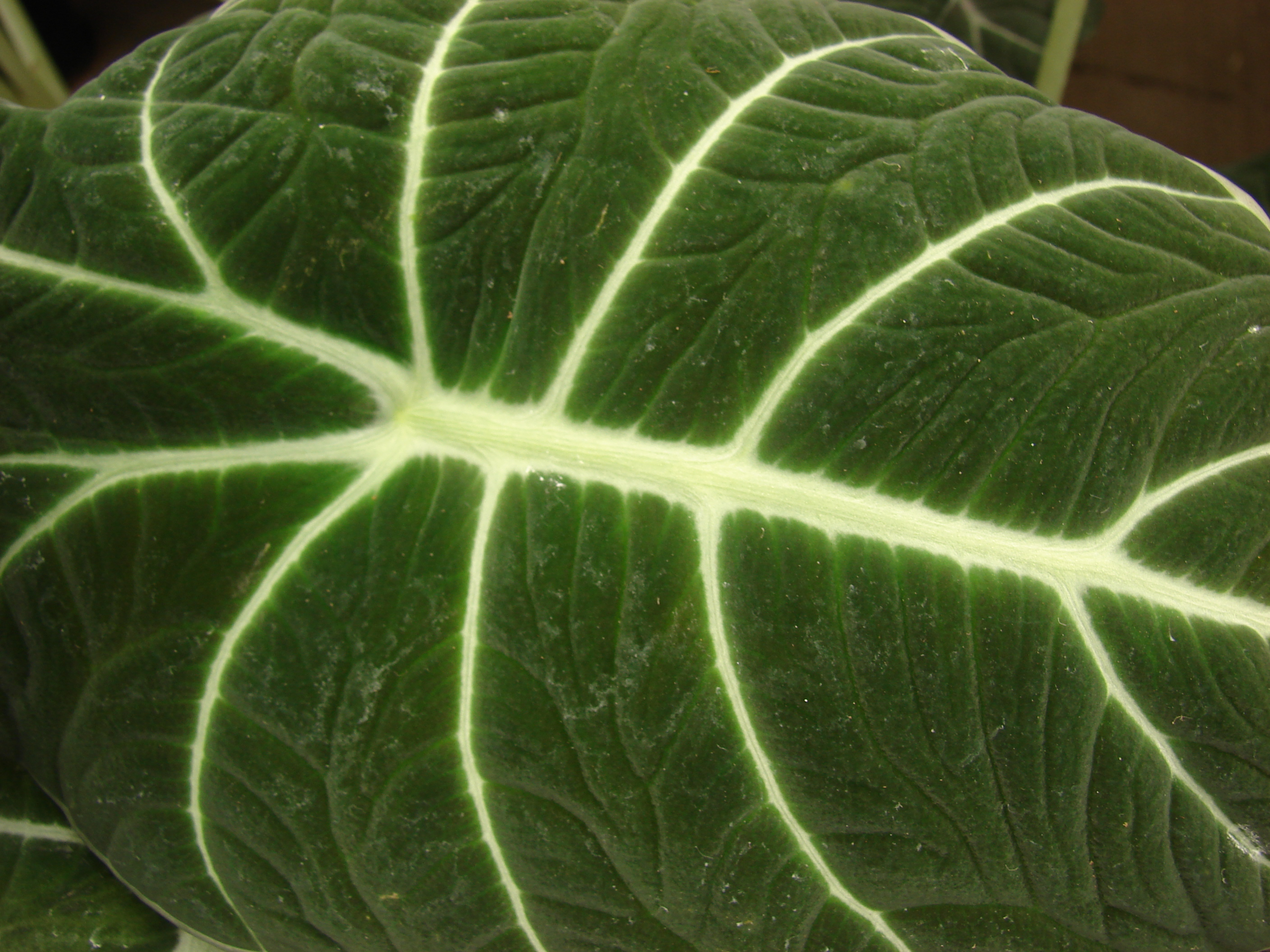